# 県民百貨店
株式会社県民百貨店（けんみんひゃっかてん）は、かつて熊本県熊本市に所在した日本の百貨店。公式ウェブサイトなどでは「くまもと県民百貨店」とも表記されていた。

## 歴史・概要
旧・熊本県庁跡地の払い下げを受けて開設された九州産交ランドマークが運営する日本最大級のバスターミナルである熊本交通センターの主要施設の一つであった。
地階フロアと隣接する熊本交通センタープラザや辛島公園地下連絡通路に直結しており、周辺施設や繁華街（サンロード新市街）へのアクセスが便利であった。また2階には熊本交通センターへの連絡通路も設けられていた。ガラス張りになっている休憩スペース（2階 - 9階）や展望エレベーターからは、熊本市内中心部や熊本城を眺めることができた。
くまもと阪神時代の略称は「くまはん」であった。
2008年（平成20年）から「疲れないデパート。」をキャッチコピーに、「おくまはん」というクマのキャラクターを登場させ、熊本城が見える休憩スペースなどを紹介した広告・CMを展開していた。クレジットカードの「おくまはんカード」（日専連ファイナンスと提携）は、店名が県民百貨店に改称後もカード名の変更はなく、そのまま発行が続けられていた。
キャッチコピーは、2010年（平成22年）から「一生青春百貨店」に変更された。
営業時間は、基本的に10時から19時。ただし、1階と地階は19時30分までで、8階食堂街は11時から21時までとなっていた（年末などは、営業時間が変更（例：全館19時30分まで延長）されることもあった）。
1階フロアには、アクセサリーやハンドバッグなどの服飾雑貨や化粧品の売り場の他、和洋菓子やパンの専門店が立ち並び、京都や大阪・神戸など関西圏にある専門店のスイーツを取り扱っていた。
6階フロアには書店チェーンのリブロがあった。また、7階には阪神百貨店と提携していた時代から九州唯一の阪神タイガースショップが続いていた。

### 岩田屋伊勢丹の誕生から岩田屋の撤退まで
1973年（昭和48年）10月20日に九州産業交通などが開設したバスターミナル熊本交通センターの一角(熊本県熊本市桜町3-22)に伊勢丹（現：三越伊勢丹）、熊本交通センターとの合弁で岩田屋伊勢丹ショッピングセンターとして開業。
当店の開業と同時に隣接する「熊本交通センター・名店街」も「熊本センタープラザ」として新装開業した。
熊本商工会議所の百貨店審議会で地元の強い反対で進出当初は百貨店としての営業が禁じられたため、ショッピングセンターとしての開業に追い込まれると共にライバルの地元百貨店鶴屋百貨店や大洋デパートなどが増床し、家賃もやや割高であるなど当初から問題を抱え、1974年（昭和49年）7月に百貨店に切替えたものの業績低迷が続き、1993年（平成5年）3月には伊勢丹が撤退して熊本岩田屋として単独で抱えることになり、久留米岩田屋（現：岩田屋三越）に営業を移管した2000年（平成12年）2月までに100億円の累積赤字を抱えるほど損失が膨らんでいた。
その後は久留米岩田屋熊本店として営業し、九州産業交通が家賃を年10億円から9億円に減額するなどの対応をした結果2001年（平成13年）2月期には1.85億円、2002年（平成14年）2月期には家賃を年9億円から8億円にさらに減額するなどの対応をした結果約3億円の経常黒字を計上して単年度収支では黒字転換し、2002年3月初旬「中牟田健一・岩田屋社長が建物を所有する九州産業交通（熊本市）に閉鎖方針を伝えた」との一部報道があった後に開かれた岩田屋の第1回債権者会議後の会見で中牟田・岩田屋社長が「熊本店の閉鎖は選択肢の1つに過ぎない」と述べていたが、結局4月9日に岩田屋が正式に熊本店の閉店を発表し、経営再建計画の一環として2003年（平成15年）2月11日に閉店した。

### くまもと阪神の誕生
岩田屋の撤退表明時にはMBOによる独立する案も模索され、ビルのオーナーである九州産業交通が同案を強力に支持していたが岩田屋側が拒否して実現せず、20億円近い保証金を償還しなければならないとされた九州産業交通も窮地に陥ることが心配された。
しかし、2002年（平成14年）3月5日に熊本岩田屋を閉店する方針であることが報じられると、熊本市出身で1988年（昭和63年）から1995年（平成7年）までと1997年（平成9年）から2000年（平成12年）までの通算10年間、熊本岩田屋に勤務した経験を持ち、当時久留米岩田屋経営計画部部長だったため経営内容についてある程度把握していた松本烝治が「もし現行のシステムと人材を新たな百貨店受け皿会社にスムーズに移行できれば、売上高150億円でも十分利益を出して存続できる」と考え、2002年（平成14年）3月28日に高校時代の同級生でもある印刷協同組合・サンカラー社長の橋本雅史に会って話をしたのが県民百貨店設立の始まりである。
橋本は「岩田屋本体など周囲の協力が得られ現有の資産が活用でき、居抜きに近い形で出店できるのならば利益は出していけるのではないか」と判断し、2日後の3月30日にかねてから業界最後発ながら地場屈指の住宅会社に成長した経営手腕を評価していたシアーズホームの創業者で社長の丸本文紀と松本の3人で会って松本の再建案の細部を説明を受け、丸本も松本の熱意に負けて動き出すことになった。
4月9日の閉店の正式発表前後からは、岩田屋が地元への影響を考えて、大丸、三越、阪急百貨店などに水面下で打診をしたが上手く行かず、ビルのオーナーである九州産業交通も東急百貨店など電鉄系百貨店に接触したが具体化できず招致を事実上断念し、熊本商工会議所も8月13日の専門家会議で地元出資での百貨店再開は困難とするなど、後継店舗招致が暗礁に乗り上げてしまった
（九州産業交通が後継店舗の招致断念を熊本県と熊本市に正式に伝えたのは9月24日だった）。
熊本県は従来から取引先の経営や従業員の雇用など地元経済への多大な悪影響を避けるため、岩田屋本社や熊本商工会議所と接触してきたが、7月4日に自ら受け皿会社を設立する案を持っていると聞いていた橋本などとも会って構想を確認し、熊本商工会議所が地元出資での百貨店再開は困難と結論付けた翌日の8月14日に商工観光労働部次長・村田信一が、部長の片岡楯夫とも協議した上で橋本などの構想に県としても支援する旨を橋本に伝え、官民一体で後継店舗招致に乗り出すこととなった。
それを受けて、まず大家の九州産業交通の承諾を取り付けると共に岩田屋本社からも営業譲渡・譲受の内諾を得た上で、9月には橋本が懇意にしていた北山創造研究所・北山孝雄を通して接触した阪神百貨店の幹部と面談する為に大阪の阪神百貨店本社へ松本・橋本・丸本の3人で訪問し、10月1日に阪神百貨店社長の三枝輝行が熊本を訪問する約束を取り付けることに成功し、訪問当日には片岡と村田の仲介で、熊本県知事・潮谷義子、熊本市長・三角保之、熊本商工会議所会頭・宮嶋昭二、九州産業交通会長・岡洋一という地元政財界のトップが顔をそろえて地元の熱意を訴え、実際に熊本岩田屋の店内を見て社員の様子を確認し、訪問時には決断していなかった三枝がその場で支援を決断した。
この決断を受けて橋本・松本・丸本の3人は受け皿会社の設立の動きを本格化し、県などの協力を受けていたことを踏まえて県民百貨店という名称で10月25日に資本金1100万円の新会社を設立した。
百貨店の営業存続を願う13万6500人の署名や潮谷名義で送付された誘致要請文、否決された場合には三枝自身が個人的に支援する意気込みを受けて、同じ日に開かれた阪神百貨店の取締役会で提携が承認され、無事支援が受けられることになった。
この決定後、自らの会社経営があったため、本格的な事業開始時には他の人に経営を任せて身を引くことを考えていた創業メンバーである丸本と橋本は三枝など周囲の説得もあって経営陣として残り、丸本が社長、橋本が副社長として引き続き経営に関与し、みずほ銀行を主幹事に、みずほ銀行5億円、三井住友銀行3億円、肥後銀行3億円、東京三菱銀行1億5000万円、熊本ファミリー銀行1億5000万円の総額14億円の協調融資を受ける契約を結んで運転資金調達の目処を付け、2003年（平成15年）1月16日には阪神百貨店による7.5%3000万円の出資を含め、4億円に増資するなど資金面での準備も進め、2月11日に岩田屋が閉店したわずか12日間後の23日に早くもくまもと阪神として店舗と従業員の大半を引継いで開業した。

### くまもと阪神としての営業
阪神百貨店は社長の三枝輝行自身が非常勤取締役に就任したほか、仕入れ担当などの役員、幹部社員として3人を出向させ、友の会業務も子会社の阪神みどり会が熊本営業所を店内に設置して引き受けるなど｢阪神｣の商標だけでなく人事教育、商品仕入を含む営業活動などの支援を行った。
継続的なコミュニケーションの確保して顧客との絆を深めることを目的に入会金や年会費が無料のくまもと阪神カードが、申込者全員にもれなく1000円の商品券を進呈するキャンペーンを展開したところ開業初日だけで1万人の会員を集まり、初年度に阪神タイガースの18年ぶりのリーグ優勝のセールで30万人を集めて売上で4億円、利益で1億円の上乗せを実現する幸運にも恵まれ、2004年（平成16年）1月期は売上高166億円、経常利益5.3億円と順調に立ち上げることに成功した。
初年度から食品に強い阪神百貨店との提携を活かして食品売場の強化を行い、地下が狭い建物構造の影響で1階フロアに和洋菓子の有名店を集めたデパ地下代わりの「デパイチ」を設置するなど売場の改装を進め、この「デパイチ」が好調でタイガース優勝セールがなかった2年目の2005年（平成17年）1月期も対前期比0.6%増の売上高166.74億円と優勝セールの分の減少をカバーして増収を確保し、経常利益7300万円、当期利益1.04億円と連続黒字を実現して経営が軌道に乗ったため、2005年（平成17年）4月19日の取締役会で「県民百貨店は会社としてひとり立ちができてきた。今後は本業に専念したい」として橋本雅史代表取締役副社長が退任して非常勤取締役となり、代わりに岩田屋出身でこの百貨店構想を立てた松本烝治が常務に昇格するなど徐々に経営体制のシフトを始めた。
また、同月には2月にかつて岩田屋の子会社だった食品スーパーのサニーが地下食品売り場から撤退したあとを改修してデパ地下の強化を行ったり、婦人服売場のブランドの入れ替えなど改装を進め、2008年（平成20年）まで5年間経常黒字を継続するなどの財務基準をクリアしたため、経済産業省から直営の認可を受け、2008年（平成20年）9月1日から県民百貨店が100%出資した県民百貨店友の会が阪神百貨店子会社の阪神みどり会の熊本営業所から友の会業務を引継ぐなど、リーマンショックによる景気低迷前までは黒字経営を維持し続けた。
2009年（平成21年）1月期には売上高が前期比6.1%減の148.07億円と大きく落ち込んで開業以来初の経常・当期赤字となったが、2010年（平成22年）1月期には売上高こそ前期比8.4%減の135.63億円と引き続き大きく落ち込みが続いたものの、販売費や一般管理費を削減して経常利益1800万円、当期純利益600万円の黒字に転換し、2011年（平成23年）1月期も売上高は一部売り場で営業時間を30分短縮したことが影響して前期比4.2%減の129.093億円と引き続き落ち込みが続いたものの、時間短縮により水道光熱費や残業代削減などのコストダウンが売上減少のマイナスを上回り、経常利益が42.8%増の2584万円となるなど増益となって2期連続で経常黒字を実現したが税金の関係で当期純利益272万円と減少して辛うじて黒字を確保するなど営業開始以来1期を除いて黒字を維持し続けている。
2009年（平成21年）4月には創業以来社長を務めてきた丸本も退任し、この百貨店構想の立案者であった松本烝治が社長に昇格すると共に丸本が取締役相談役となり、岩田屋から県民百貨店創立に加わった近藤純男と高崎久矢が新たに取締役に就任し、2010年（平成22年）2月からは阪神百貨店からの出向者無しでプロパーの社員だけで店を運営する
など創業時の体制からプロパーによる百貨店経営への移行が図られていった。

### 店名も県民百貨店へ
阪神百貨店との業務提携契約は当初5年だったものを県民百貨店側の要望で3年間延長していたが、阪神百貨店が阪急百貨店と経営統合してから徐々に支援が減少し、2010年（平成22年）2月からは阪神百貨店からの出向者無しの体制でプロパーの社員だけで店を運営して独立できると判断した。契約をそのまま終了させ、2011年（平成23年）2月23日からは営業支援契約の満了に伴い、法人名と同じ県民百貨店へ改称し、阪神の商標の使用を終了した。なお、これと前後して阪急阪神百貨店は同年3月3日に福岡市のJR博多シティに博多阪急を開業している。
それに伴って新たに髙島屋が中心となって形成しているハイランドグループに加盟して流行情報収集やテナント招致などのノウハウ確保の軸足を高島屋系列に移したが、阪急阪神百貨店の7.5%の出資が当面継続されるほか、阪神タイガースショップも引き続き営業している。
また、熊本岩田屋時代に人気があったイチョウの焼き印が入ったまんじゅうの復活など地元産品の強化や熊本城に通じる通りに面した全長42mの木製オープンデッキの開設によるバスセンター利用者の取り込み、旅行業免許を取得して旅行サロンの開設など新たな取組みを行い、自立した経営を目指している。

### 桜町再開発に伴う立ち退きから閉店へ
2008年（平成20年）6月16日、九州産業交通ホールディングスと九州産交ランドマークの両社の出資により熊本桜町再開発準備株式会社が設立され、当店を含む熊本桜町地区の再開発事業が動き始めることになった。
また、桜町地区の隣にある花畑地区でも熊本市が所有する旧熊本市産業文化会館とそれに隣接する民間ビルなどを一体的に再開発することになり、熊本市と地権者でつくる花畑地区再開発協議会に国と熊本市が折半で負担して2007年（平成19年）度から5年間で計約1億900万円の補助金を投じて花畑地区再開発計画が進められていた。
この花畑地区再開発計画に伴い、2009年（平成21年）3月末に熊本市産業文化会館を閉館。都市再開発法に基づく法定再開発に向けた準備が進められていたが入居企業が集まらず難航。さらに、NHK熊本放送会館が2012年（平成24年）6月に花畑公園北側へ単独移転を決め、再開発計画への参画を撤回したことから暗礁に乗り上げることになった。
こうした花畑地区再開発計画の難航を受けて、2012年（平成24年）11月27日に熊本市が同地区単独での再開発事業を断念すると共に、民間による計画が景気低迷の影響で進展していなかった桜町地区再開発事業と一体化する形に計画変更することを発表した。
この再開発事業の一本化に伴い、桜町地区に熊本市が整備する国際会議などのコンベンションが行える多目的ホール（いわゆるMICE施設）を含めた複合ビルを建設すると共に、花畑地区ではビルを解体して広場などを整備することになった。
当店はこの再開発計画の対象地区に含まれていたにもかかわらず、計画が一方的に進められていたため、事業計画が立てられず業績が悪化したことなどを理由に、賃料を年間約1億円減額するよう求める訴訟を、店舗の賃貸借契約を締結する九州産交ランドマークに対して2013年（平成25年）10月29日付で熊本地方裁判所に提起することになった。
それと並行して、当店は再開発後の複合ビル内に再出店することを求めて九州産交グループとの協議を進め、現在の店舗面積約25,000m2と同規模の確保を求めた。
しかし、九州産交グループからは、再開発中の仮店舗として熊本市産業文化会館跡地での仮店舗では店舗面積約5,500m2、再開発ビル内の新店舗では店舗面積約15,000m2という大幅な規模縮小をする案が提示された。
だが、この規模では従業員を半減する必要性が生じる上、入居にあたっては内装などに26億円が必要と試算された。
そこで、2014年（平成26年）5月29日に臨時株主総会を開催。資本金を4億円増資して現状の2倍とすると共に銀行などから約22億円を借り入れて再開発ビルに新店舗を開設する案と、移転を前提に店舗の明け渡し時期や補償額などを九州産交側と交渉する案を提示したところ、移転案が可決された。
この臨時株主総会での決定を受け、熊本市中心部に新たな移転先を探して営業することを目指した。
しかし、店舗面積約10,000m2以上で2015年（平成27年）4、5月の営業開始出来ることを条件に十数カ所の候補先を探し、最終的に1カ所に絞り込んだものの、立地条件が悪いことなどが影響となり、初期投資に見合う収益を確保できないとして2014年（平成26年）8月11日の取締役会で移転の断念を決定した。
そして、2014年（平成26年）8月12日、営業継続を断念し2015年（平成27年）2月28日に閉店すると発表した。
2014年（平成26年）8月12日時点で、当店には正社員は約130人を含めた直接雇用が約300人に加えて取引先社員約600人が勤務しており、再開発計画に参画している熊本市からの支援なども受けながら再雇用先の確保を目指すことになった。
これを受けて、熊本市が庁内連絡会議を設置すると共に熊本商工会議所などにも呼びかけ、熊本県も商工観光労働部の担当課長ら5人による庁内情報連絡会議を開いて相談窓口の設置を決めるなど従業員の雇用確保に向けた取り組みを始めた。
なお、2014年（平成26年）1月期は、売上高約118.79億円で純損失が約1.28億円と3期連続の赤字となったものの、資本金4億円に加えて約2.6億円の内部留保を確保していることから、正社員の退職金などの支払いを行っても負債を抱えて倒産せずに清算が可能としている。
当店友の会会員は、2014年（平成26年）8月12日時点で約2万人となっており、閉店まで金券の使用が可能なほか、同年9月以降に郵送での解約を行うとしている。
最終日となった2015年（平成27年）2月28日には約5万人が来店し、午後6時に閉店してその歴史に終止符を打った。
閉店して来店客が店外に出た後、閉店のセレモニーとして、歴代のロゴマークを紹介するパネルを従業員が掲げる中で、松本烝治社長が玄関前で来店客らに挨拶をして別れを告げた。

### 閉店に伴う従業員やテナントの動き
なお、閉店翌日の3月1日に、同じ熊本市内の鶴屋百貨店に外商部などの社員14人が移籍したほか、テナントの従業員108人が同店のテナントの従業員として移籍した。
しかし、社員約300人のうち閉店時点で内定したのは約20%に留まった。
また、当店や当店に隣接して同様に再開発で閉鎖される熊本交通センタープラザに出店していたテナントの一部は、「桜町地区テナント会」を作り、代替店舗の提供などを熊本市や九州産交グループに求めて働き掛けたが、芳しい答えは引き出せなかった。

### 跡地周辺の再開発
当店跡地の再開発の中核施設の名称は2015年（平成27年）1月25日に「熊本城ホール」とすることが発表され、同年5月1日に熊本市が「九州産交ホールディングス」に対して再開発事業の施行認可を出した。

## 沿革
- 2002年（平成14年）10月25日 - 地元有力企業を中心に株式会社県民百貨店を設立[1]。
- 2003年（平成15年）2月23日 - くまもと阪神開店[10]。
- 2009年（平成21年）4月16日 - 社長が丸本文紀から取締役常務の松本烝治に交代。同日付けで丸本は相談役に就任。
- 2010年（平成22年）4月20日 - 決算発表。売上高は減額となったものの、経営開始以来初めてとなる1500万円の黒字を計上。丸本相談役は同日をもって退任。
  - 12月22日 - 記者会見を開き、8年間の業務支援契約が切れる2011年2月23日付で店名を「くまもと阪神」から社名でもある「県民百貨店」に変更し、ハイランドグループに同年12月20日付けで入ったことを発表。
- 2011年（平成23年）2月23日 - 店名を「県民百貨店」に変更[7]。
- 2015年（平成27年）2月28日 - 閉店[11][12]。
- 2015年（平成27年）9月 - 建物の解体を開始。

## フロア

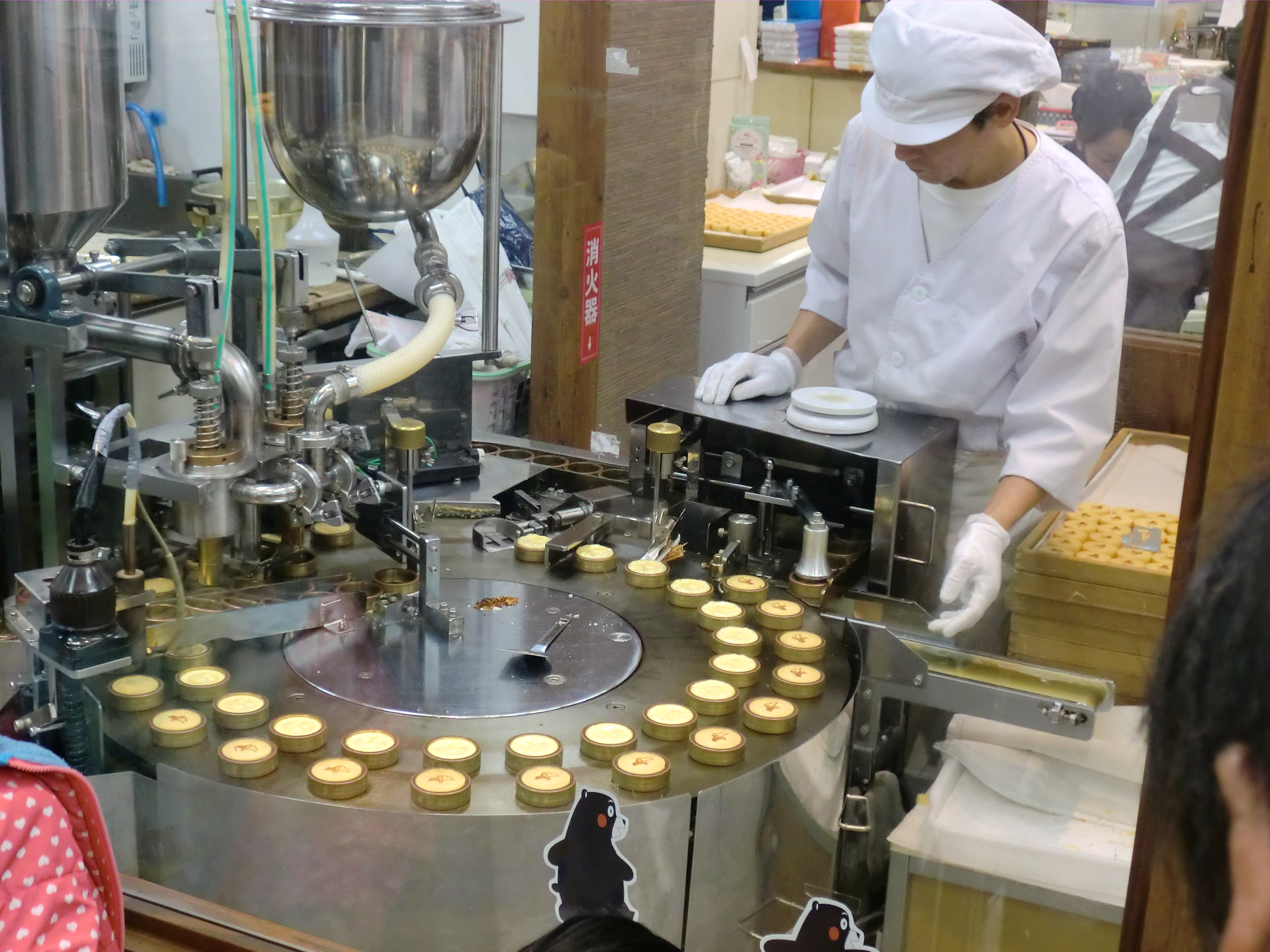
地下1階の食品売場

9階屋上・ペットショップ・手芸ショップ
8階催場・味の街（食堂街）・お客様サービスサロン・特別ホール
7階子供服・ベビー服・玩具・文具・呉服・和装小物・時計・宝飾・眼鏡・阪神タイガースショップ
6階家具敷物・寝具・タオル・キッチン用品・和洋食器・バストイレ用品・エプロン・ギフトコーナー・書籍「リブロ」・リファイン桜町・美術画廊
5階紳士服・旅行用品
4階婦人服・珈琲プラザ 矢仁田
3階婦人服・リフォームコーナー
2階婦人服・婦人靴・フードカフェ スマイル・交通センター連絡口
1階服飾雑貨・化粧品・和洋菓子・パン「ドンク」・案内所・ATM（肥後銀行・熊本銀行・ゆうちょ銀行・日専連ファイナンス）
地下1階食品・案内所・駐車場連絡口

## 出張所
- 人吉出張所（熊本県人吉市）
- 天草出張所（熊本県天草市）
- 水俣事務所（熊本県水俣市）

## 関連会社
- 株式会社県民百貨店友の会 - 2008年（平成20年）9月1日に阪神みどり会（＝阪神百貨店の友の会）熊本営業所を事業譲渡された形で新設された100%出資子会社[30]。2014年（平成26年）8月12日時点で当店友の会会員は約2万人[4]。